# 李昊原
李昊原（1989年4月10日—），是中国足球运动员，司职中场。

## 俱乐部生涯
李昊原青少年时代在八一足球学校、天津红桥和天津泰达等球队训练，2007年11月前往波黑联赛球队薛斯。
2009年8月，由于预备队教练晋升一队主帅，李昊原也随一批年轻球员从预备队升到薛斯一队，李昊原成为波斯尼亚联赛第一个中国外援。
2010赛季开始前，李昊原回国加盟中超球队深圳红钻，因状态不好被主教练高歌奇放在了预备队。没有得到出场机会。2010年9月，他被球队租借到印尼联赛球队佩西瓦。李昊原在佩西瓦半季上阵11场打进2球。由于外援的薪水较高，因此不少印尼球队正在逐步削减外援。2011年2月，虽然李昊原与佩西瓦还剩半年合同，但是最终双方提前解约。2011年3月，李昊原从印尼回归深圳红钻，但球队新任主教练特鲁西埃已经把大部队员带去海南集训，二队同时解散，李昊原沒有为深圳队踼上一场正式比赛就不得不离开球队另谋出路。2012年，李昊原加盟中乙新军江西联盛，卻因報錯球衣號碼無法出場，與教練組發生矛盾而被冷藏。二次轉會期間，李昊原一度隨北京億通酷車訓練，最終未能加盟，後心灰意冷選擇退役。